# Andrine Flemmen
Andrine Flemmen (* 29. Dezember 1974 in Molde, Norwegen) ist eine ehemalige norwegische Skirennläuferin.
Sie galt besonders als Riesenslalomspezialistin. In dieser Disziplin gewann sie drei Weltcuprennen. In ihrer Karriere kam sie elfmal auf das Podest, zehnmal im Riesenslalom und einmal in der Kombination. Im Slalom und im Super-G erreichte sie Plätze unter den ersten Zehn.
Höhepunkt ihrer Karriere war der Gewinn der Silbermedaille im Riesenslalom bei den Skiweltmeisterschaften 1999 in Vail hinter der Österreicherin Alexandra Meissnitzer. Nach der Saison 2005/06 beendete Flemmen ihre Karriere.

## Weltcupsiege
| Datum              | Ort             | Land       | Disziplin    |
| ------------------ | --------------- | ---------- | ------------ |
| 24. Oktober 1998   | Sölden          | Österreich | Riesenslalom |
| 21. November 2001  | Copper Mountain | USA        | Riesenslalom |
| 26. Oktober 2002 * | Sölden          | Österreich | Riesenslalom |

* zeitgleich mit Tina Maze und Nicole Hosp